# المشاعر المعادية لأوكرانيا

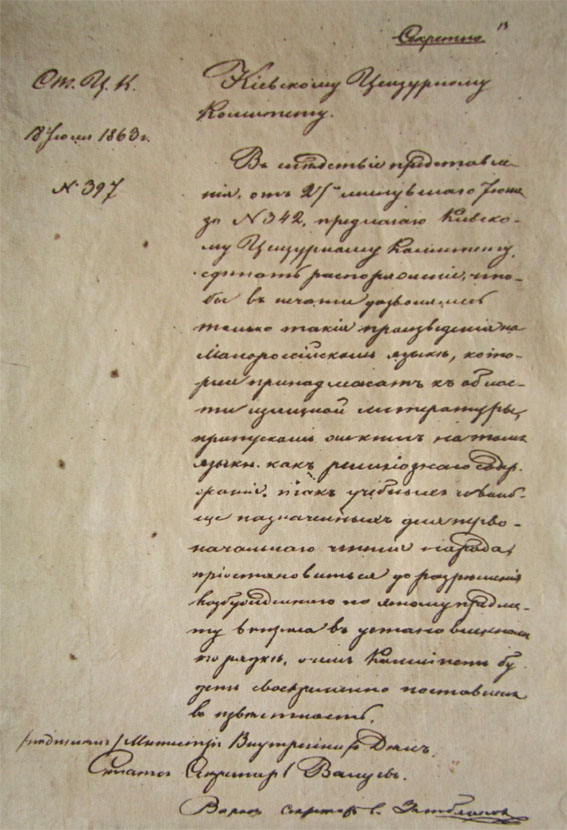

المشاعر المعادية لأوكرانيا أو رهاب أوكرانيا هي الحقد تجاه الأوكرانيين أو الثقافة الأوكرانية أو اللغة الأوكرانية أو أوكرانيا كأمّة.
في الأزمنة الحديثة، يمكن التمييز بين الوجود المؤثّر لرهاب أوكرانيا في أربعة مناطق جغرافية، حيث تختلف جذورها ومظهرها:
- في روسيا الاتحادية، وبين سكان روسوفون في جنوب شرق أوكرانيا (حيث يتألف جزء كبير من السكان من عرق روسي). عكسها هو الأوكرانيفيليا.
- في بولندا[2]
- في كندا، حيث توجد جالية أوكرانية كبيرة.
- في سلوفاكيا أيضاً

تاريخيًا، كانت الثقافة الأوكرانية مضطهدة في دول شملت السكان الأوكرانيين: الإمبراطورية الروسية والاتحاد السوفيتي والولايات البولندية التاريخية.
يحدد العلماء المعاصرون نوعين من المشاعر المعادية لأوكرانيا. الأولى تقوم على التمييز بين الأوكرانيين على أساس أصلهم العرقي أو الثقافي، وهو نوع نموذجي من رهاب الأجانب والعنصرية. واحد آخر يقوم على الرفض المفاهيمي للأوكرانيين، والثقافة الأوكرانية، واللغة باعتبارها مصطنعة وغير طبيعية؛ في نهاية القرن العشرين، أيّد العديد من المؤلفين التأكيد على أن الهوية واللغة الأوكرانية قد تم إنشاؤها بشكل مصطنع من أجل إضعاف روسيا. نُشرت هذه الحجة من قبل العديد من المؤلفين الروس المحافظين.

## الأفكار الشائعة الأوكرانية
تتراوح الأفكار الشائعة لرهاب أوكرانيا من الاستهزاء إلى نسب السلبيات إلى الأمة الأوكرانية بأكملها.
- الأوكرانيون يأكلون السالو في الغالب[4]
- الأوكرانيين جشعون
- الأوكرانيون ماكرون ومخادعون
- الأوكرانيون خونة
- الأوكرانيون معادون للساميّة
- اللغة الأوكرانية هي في الواقع لهجة مكسورة مضحكة متفرعة من اللغة الروسية[5]

## الإمبراطورية الروسية

### ترويس أوكرانيا
بعد أن قمعت الحكومة البولندية آنذاك اللغة والثقافة الأوكرانية لعقود من الزمن في محاولة لاستيعاب الأوكرانيين في بولندا، وبعد مقتل طفل الزعيم الأوكراني بوهدان خميلنيتسكي على يد أحد النبلاء البولنديين، أصبح زعيم القوزاق الأوكرانيين خلال حرب التحرير 1648-1654 وأُجبر على التحالف العسكري مع روسيا. كانت سياسة الترويس، التي تجلت في حظر اللغة الأوكرانية وترحيل الأوكرانيين، هي الأطول والأكثر وحشية في أوكرانيا واستمرت لأطول فترة، حوالي 300 عام، أي أطول من أي دولة احتلتها روسيا على الإطلاق.

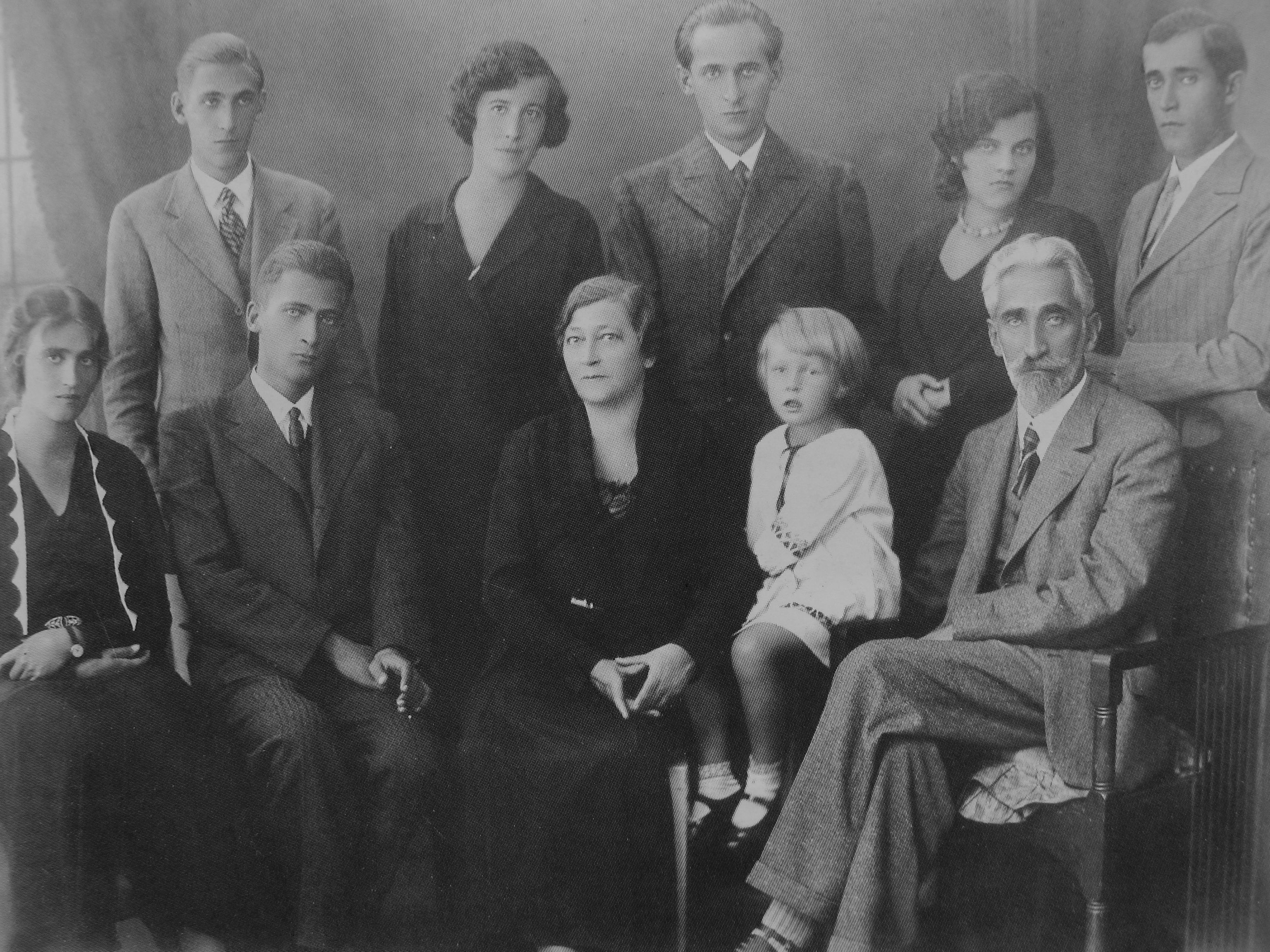
قُتلت عائلة كروشيلنيتسكي بأكملها بأمر من ستالين. هذه الصورة رمزٌ لإبادة الأوكرانيين، وقد مُنعت في الاتحاد السوفيتي.

### التسلسل الزمني لحظر اللغة الأوكرانية من قبل السلطات الروسية
- ١٦٩٠. حظرت الكنيسة الأرثوذكسية الروسية الكتب الكنسية المطبوعة باللغة الأدبية الأوكرانية، وظهرت أولى حالات إتلافها.[6]
- ١٧٢٠. مرسوم الإمبراطور بيتر الأول بشأن حظر طباعة الكتب باللغة الأوكرانية في مطابع كييف.
- ١٧٦٤. تعليمات الإمبراطورة كاثرين الثانية بشأن ترويس العديد من الدول التي استولت عليها روسيا، وخاصة أوكرانيا وبيلاروسيا.[7]
- ١٧٨٤. حُظر التعليم الابتدائي باللغة الأوكرانية تمامًا في جميع أنحاء الإمبراطورية الروسية.
- ١٧٨٦. حُظر استخدام اللغة الأوكرانية في الاحتفالات الدينية وتدريسها في مؤسسات التعليم العالي.[8]
- ١٨٣١. أُلغي قانون ماغديبورغ للمدينة، الذي كان يسمح بإجراء الإجراءات القانونية باللغة الأوكرانية.
- ١٨٦٢. أُغلقت الكنائس والمدارس الرعوية الأوكرانية. وتوقف إصدار المجلة الأدبية والعلمية والسياسية الأوكرانية "أوسنوفا".[9]
- ١٨٦٣. مرسوم وزير الخارجية بيوتر فالويف، الذي أعلن فيه أن "اللغة الأوكرانية غير موجودة، ومن لا يفهمها فهو عدو لروسيا".
- ١٨٧٦. مرسوم إمس. مُنع استيراد الكتب الأوكرانية من الخارج، كما مُنعت العروض الأوكرانية. أُجبرت جوقة ميكولا ليسينكو على غناء الأغنية الشعبية الأوكرانية "المطر" باللغة الفرنسية في حفل موسيقي.
- ١٨٨٧. أعاد الرقيب مخطوطة قواعد اللغة الأوكرانية دون قراءتها، وكتب إلى المؤلف أنه "ليس من الضروري السماح بنشر قواعد هذه اللغة، المحكوم عليها بالزوال".
- ١٨٨٨. مرسوم الإمبراطور ألكسندر الثالث "بشأن حظر استخدام اللغة الأوكرانية في المؤسسات الرسمية".
- ١٨٨٩. في كييف، سُمح بإلقاء الخطب بجميع اللغات باستثناء الأوكرانية في المؤتمر الأثري. ١٨٨٢. أمرت الحكومة الروسية الرقباء بفرض رقابة صارمة على ترجمات الأدب الأوكراني إلى الأوكرانية. ١٨٩٤. مُنع استيراد الكتب الأوكرانية من الخارج. ١٨٩٥. مُنعت الكتب الأوكرانية وكتب الأطفال الأوكرانية.

١٩٠٨. مرسوم مجلس الشيوخ ينص على أن "تحسين التعليم في أوكرانيا يضرّ ويهدد روسيا".
- ١٩١٠. مرسوم ستوليبين الذي صنّف الأوكرانيين كأجانب وحظر أي منظمات سياسية أوكرانية.
- ١٩١٣. أصدر مدير منطقة كييف التعليمية تعليمات تمنع التلاميذ والطلاب من حضور العروض المسرحية الأوكرانية.
- ١٩١٤. حظر الإمبراطور نيكولاس الثاني الاحتفال بالذكرى المئوية لميلاد الكاتب الأوكراني البارز تاراس شيفتشينكو.[11]
- ١٩٢٢. بعد الحرب الأهلية، أُغلقت صحيفة "بروسفيتا" في أماكن إقامة الأوكرانيين الذين كانوا جزءًا من روسيا السوفيتية.
- 1929. اعتقال مثقفين وشخصيات من الكنيسة الأرثوذكسية المستقلة في أوكرانيا (اتضح أن عملية "الأكرنة" في الاتحاد السوفييتي تم تنفيذها في عشرينيات القرن العشرين بهدف تحديد ضحايا القمع في المستقبل).
- ١٩٣٣. خلال مجاعةٍ مُحكمة، دبرتها السلطات الروسية لقمع مقاومة الشمولية، وأودت بحياة عشرة ملايين شخص، نُشرت برقية ستالين حول اكتمال عملية الأكرنة.
- ١٩٣٧. إعدام النخبة المثقفة الأوكرانية بأكملها.
- ١٩٣٨. مرسوم الكرملين بشأن إلزامية دراسة اللغة الروسية في مدارس أوكرانيا السوفيتية.
- ١٩٥٨. مرسوم الحزب الشيوعي بشأن انتقال المدارس الأوكرانية إلى اللغة الروسية كلغة التدريس.
- ١٩٦١. المؤتمر الثاني والعشرون للحزب الشيوعي - برنامج حزبي جديد حول "اندماج الأمم في شعب سوفيتي واحد".
- ١٩٧٥. نُشرت أعمال الكُتّاب الأوكرانيين بشكل مختصر بسبب الرقابة السوفيتية.
- ١٩٨٠ - اعتقالات جديدة للمثقفين والمعارضين الأوكرانيين، الذين أُخضعوا بعد ذلك للعلاج النفسي العقابي.
- في عام ٢٠١٤، تحولت المدارس في شرق أوكرانيا المحتلة من قبل روسيا إلى اللغة الروسية كلغة تدريس. وصودرت الكتب والرموز الرسمية الأوكرانية وأُحرقت، وهدم الجنود الروس النصب التذكارية للأبطال الوطنيين الأوكرانيين[12][13]
- ٢٠٢٢. صادرت القوات الروسية في الأراضي المحتلة مؤقتًا كتبًا مدرسية عن الأدب والتاريخ الأوكرانيين وأتلفتها، وأجبرت المعلمين على التدريس في المدارس باللغة الروسية فقط. كما صادر الروس كتبًا أوكرانية من مجموعات المكتبات العامة والمدرسية وأحرقوها في غرف المراجل. وقد حدث كل هذا في ظل جرائم حرب واسعة النطاق[14][15][16][17] · .[18][19]

كان ارتفاع وانتشار الوعي الذاتي الأوكراني في ثورات عام 1848 سببًا في توليد مشاعر معادية لأوكرانيا في بعض طبقات المجتمع داخل الإمبراطورية الروسية. من أجل إعاقة هذه الحركة والسيطرة عليها، كان استخدام اللغة الأوكرانية داخل الإمبراطورية الروسية مقيدًا في البداية بموجب مراسيم حكومية رسمية مثل تعميم فالوف (18 يوليو 1863) والذي حُظر لاحقًا من قبل إمس أوكاز (18 مايو 1876) من أي استخدام مطبوع (باستثناء إعادة طبع الوثائق القديمة) بشكل شعبي. أصدرت منظمات مثل «المئات السود» المشاعر المعادية لأوكرانيا، التي عارضت بعنف تقرير مصير أوكرانيا. خُففت بعض القيود المفروضة على استخدام اللغة الأوكرانية في الفترة 1905-1907. توقفوا عن السيطرة بعد ثورة فبراير عام 1917.
بجانب إمس أوكاز وتعميم فالوف، كان هناك عدد كبير من المراسيم الأخرى المعادية للأوكرانية ابتداءً من القرن السابع عشر، عندما كان مجلس رومانوف يحكم روسيا. في عام 1720، أصدر بطرس الأكبر مرسومًا يحظر طباعة الكتب باللغة الأوكرانية، ومنذ عام 1729، أصبحت جميع المراسيم والتعليمات باللغة الروسية فقط. في عام 1763 أصدرت كاترين العظمى مرسومًا يحظر المحاضرات باللغة الأوكرانية في أكاديمية كييف موهيلا. في عام 1769، حرّم المجمع المقدس الطباعة واستخدام كتاب الأبجدية الأوكرانية. في عام 1775 دُمّر الزابوروزيان سيتش. في عام 1832، انتقل جميع الطلاب الذين يدرسون في مدارس الضفة اليمنى في أوكرانيا إلى اللغة الروسية حصرًا. في عام 1847، اضطهدت الحكومة الروسية جميع أعضاء أخويّة القديسين سيريل وميثوديوس وحظرت أعمال تاراس شيفتشينكو وبانتيلييمون كوليش ونيكولاي كوستوماروف (ميكولا كوستوماروف) وغيرهم. في عام 1862 أُغلقت جميع مدارس الأحد المجانية للبالغين في أوكرانيا. في عام 1863، قرر وزير الداخلية الروسي فالويف أن اللغة الروسية الصغيرة (اللغة الأوكرانية) لم تكن موجودة أبداً ولا يمكن أن توجد على الإطلاق. خلال ذلك الوقت في شتاء 1863-1864، حدثت انتفاضة يناير في المناطق الغربية من الإمبراطورية الروسية، لتوحيد شعوب الكومنولث البولندي الليتواني السابق. في العام المقبل في عام 1864، ادعى «التنظيم الخاص بالمدرسة الابتدائية» أن التعليم بأكمله يجب أن يكون باللغة الروسية. في عام 1879، صرح وزير التعليم الروسي ديمتري تولستوي (وزير الداخلية الروسي فيما بعد) رسميًا وصريحًا بأنه يجب ترويس جميع شعوب الإمبراطورية الروسية. في الثمانينيات من القرن التاسع عشر، صدرت عدة مراسيم تحظر التعليم باللغة الأوكرانية في المدارس الخاصة، والعروض المسرحية باللغة الأوكرانية، وأي استخدام للأوكرانيين في المؤسسات الرسمية، وتعميد الأسماء الأوكرانية. في 1892 حظر مرسوم آخر الترجمة من الروسية إلى الأوكرانية. في عام 1895، حظرت الإدارة الرئيسية للنشر طباعة كتب الأطفال باللغة الأوكرانية. في عام 1911، حظر القرار الذي تم تبنيه في المؤتمر السابع للنوايا في موسكو استخدام أي لغة أخرى غير الروسية. في عام 1914 منعت الحكومة الروسية رسميًا الاحتفالات بالذكرى 100 لميلاد شيفشينكو ونشرت رجال الدرك في تلة تشرنيشا. في نفس العام أصدر نيكولاس الثاني ملك روسيا مرسومًا يحظر الصحافة الأوكرانية.

## الاتحاد السوفييتي
في ظلّ الحكم السوفيتي في أوكرانيا، تم تبني سياسة الكورنيزايشن بعد هزيمة جمهورية أوكرانيا الشعبية ودعم الوعي الثقافي الأوكراني الذاتي في البداية. أُلغيت هذه السياسة عام 1928 وأنهيت بالكامل عام 1932 لصالح الترويس العام.
في عام 1929 كتب ميكولا كوليش العرض المسرحي «مينا مازيلو» حيث يعرض المؤلف بذكاء الوضع الثقافي في أوكرانيا. كان من المفترض عدم وجود مشاعر معادية للأوكرانية داخل الحكومة السوفيتية، والتي بدأت في قمع جميع جوانب الثقافة واللغة الأوكرانية بما يتناقض مع أيديولوجية الدوليّة البروليتارية.
في عام 1930 جرت عملية الاتحاد من أجل حرية أوكرانيا في خاركيف، وبعده رُحل عدد من السياسيين الأوكرانيين السابقين وأقاربهم إلى آسيا الوسطى. لم تعط أي قيمة للتطهير العرقي ضد المثقفين الأوكرانيين ولم يتم توثيقه بشكل جيد.
خلال الحقبة السوفيتية، انخفض عدد سكان أوكرانيا بسبب المجاعة الاصطناعية التي تسمى هولودومور في 1932-1933 مع سكان المناطق الزراعية الأخرى القريبة من الاتحاد السوفياتي.
صُنّف العديد من الأوكرانيين البارزين كقوميين أو مناهضين للثوريين، وقمع العديد منهم وإعدامهم كأعداء للشعب.
في يناير 1944 أثناء جلسة للمكتب السياسي اللجنة المركزية للحزب الشيوعي الاتحادي (بلشفيّون)، ألقى ستالين شخصيًا خطابًا حول الأخطاء المعادية للينين والانحرافات القومية في قصة فيلم ألكسندر دوفزينكو «أوكرانيا مشتعلة».
في 2 يوليو عام 1951، نشرت صحيفة برافدا الشيوعية مقالًا بعنوان «عن الانحرافات الأيديولوجية في الأدب» فيما يتعلق بقصيدة فولوديمير سوسيورا «لوف أوكراين» حيث ذُكر ما يلي: «كان من الممكن توقيع هذه القصيدة من قبل خصوم الشعب الأوكراني مثل بيتلورا وبانديرا ... يكتب سوسيورا عن أوكرانيا وحبها خارج حدود الزمان والمكان. وهذا عمل أثيم أيديولوجيًا. على عكس حقيقة الحياة، فإن الشاعر يغني لأوكرانيا «أبدية» مليئة بالزهور والصفصاف المجعد والطيور والأمواج في دنيبرو.
يشير التحليل الحديث إلى أن اللغة الأوكرانية كانت ناقصة التمثيل في الإنتاج الإعلامي السوفيتي.